# Ixodes colasbelcouri
Ixodes colasbelcouri är en fästingart som beskrevs av Joseph Charles Arthur 1957.
Ixodes colasbelcouri ingår i släktet Ixodes och familjen hårda fästingar. Artens utbredningsområde är Madagaskar. Inga underarter finns listade i Catalogue of Life.